# Timur Nániyev
Timur Nániyev –en ruso, Тимур Наниев– (Vladikavkaz, 20 de septiembre de 1994) es un deportista ruso que compite en halterofilia. Ganó dos medallas en el Campeonato Europeo de Halterofilia, plata en el 2014 y bronce en 2021.

## Palmarés internacional
| Campeonato Europeo | Campeonato Europeo | Campeonato Europeo | Campeonato Europeo |
| Año                | Lugar              | Medalla            | Categoría          |
| ------------------ | ------------------ | ------------------ | ------------------ |
| 2014               | Tel Aviv (Israel)  | Medalla de plata   | 105 kg             |
| 2021               | Moscú (Rusia)      | Medalla de bronce  | 109 kg             |